# Maria Andrade (cientista)
Maria Isabel Andrade (nascida em 1958) é uma agrônoma cabo-verdiana, que realiza pesquisas científicas em prol do desenvolvimento e da segurança alimentar.  Andrade trabalha em Moçambique como pesquisadora de batata-doce desde 1996 no Centro Internacional da Batata, os impactos de seu trabalho são reconhecidos e premiados em vários países e instituições. E suas pesquisas tem feito a diferença na vida de mais de 10 milhões de pessoas em todo o mundo. 

## Juventude e educação
Em 1958, Andrade nasceu em São Filipe, Cabo Verde. Ela começou a sua educação em Cabo Verde em Fogo e Santiago. Depois de completar o ensino médio, ela foi para a Universidade do Arizona e formou-se em 1984 com um Bacharel em agronomia e depois em 1958 com um mestrado em genética vegetal. Em 1994 ela se formou no doutorado em melhoramento e fisiologia vegetal pela North Carolina State University. Maria Isabel também foi professora assistente em ambas as Universidades. 
A pesquisadora trabalha com culturas de raízes desde 1985 com o intuito de realizar o melhoramento e seleção da batata doce para que fosse implementada na dieta da população que carecia dos benefícios de nutrientes essenciais. 

## Carreira
Andrade iniciou a sua carreira agrícola quando ingressou em um programa de plantação de legumes cabo-verdianos em 1984. Enquanto liderava o Instituto Nacional de Pesquisa em Cabo Verde, Andrade tornou-se membro da Organização das Nações Unidas para Agricultura e Alimentação em 1994. De 1996 a 2001, ela trabalhou para o Instituto Internacional de Agricultura Tropical como agrónoma de batata-doce para um grupo de pesquisa na África Austral.
Nestes últimos 23 anos, Andrade trabalha em Moçambique, onde atuou por dez anos como agrônoma regional de mandioca e batata-doce para a Rede de Investigação de Culturas de Raiz da África Austral, um programa gerido conjuntamente pelo International Institute of Tropical Agriculture (IITA) e pelo International Potato Center (CIP). 
De 2002 a 2006 coordenou um projeto de cinco anos no IITA sobre Multiplicação e Distribuição Acelerada das Estruturas Vegetais Saudáveis das Melhores Variedades de Alto Rendimento de Mandioca e Batata-doce. Mais de um milhão de agricultores receberam estruturas vegetais melhoradas no âmbito deste projeto em 98 dos 141 distritos do país e o projeto de Maria contou com a colaboração de 124 parceiros para alcançar este objetivo desafiador.
Em 2006, juntou-se ao CIP para gerir a Plataforma de Apoio à Batata-Doce da África Austral SASHA, reunindo pesquisadores ‘breeders’ de batata-doce do Malawi, Zâmbia, África do Sul, Madagáscar, Moçambique e Angola, para investigação do desenvolvimento de variedades de batata-doce tolerantes à seca. Ela lançou 30 variedades de batata-doce biofortificadas, das quais 20 são tolerantes à seca. O governo moçambicano reconhece a batata-doce biofortificada como uma cultura de segurança alimentar e nutricional. Estas variedades tolerantes à seca alcançaram mais de meio milhão de agricultores e os agricultores adotaram-nas e obtiveram lucro vendendo as raízes e as mudas (lianas). Maria é altamente qualificada para a formação de outros pesquisadores ‘breeders’, fortalecendo a partilha de conhecimentos e a construção de plataformas de comunicação. Estes esforços contribuem para aumentar a visibilidade e o impacto da batata-doce na África Subsaariana através da redução da deficiência de vitamina A , além de melhorar os mercados e a produção agrícola. 
Atua como consultora científica do CIP com o governo de Moçambique, coordenando com o Líder Regional suporte e esclarecimento de solicitações específicas de funcionários e entidades do governo. Maria Isabel também atua em estreita colaboração com outros cientistas do Conselho de Pesquisa Agrícola Internacional (CGIAR em inglês) na região para capitalizar as potenciais sinergias a serem obtidas com o planejamento conjunto. Na Plataforma de Inovação da Agricultura e Transferência de Tecnologia em Moçambique ela representa todos os representantes do CGIARs desta plataforma. Ela também faz parte do conselho de administração da Aliança para a Revolução Verde em África. 
Posteriormente, Andrade liderou um projeto em Moçambique que distribuiu batata-doce de 2002 a 2006. Em 2006, ela começou a trabalhar para o International Potato Center como gerente de criação de batata-doce na África Austral. Fora do seu trabalho no Centro Internacional da Batata, Andrade foi a vice-presidente de captação de recursos da Sociedade Internacional de Cultivos de Raízes Tropicais de 2012 a 2016.

## Prémios e honras
Em 2013, Andrade foi nomeada campeã de nutrição pela Transform Nutrition. Ela também foi co-vencedora do Prémio Mundial da Alimentação de 2016 e a única vencedora do Prémio MS Swaminathan de Proteção Ambiental de 2017.